# Wydawnictwo im. Olofa Palme
Wydawnictwo im. Olofa Palme – podziemne wydawnictwo działające w Warszawie od marca 1986 r. do 1989 jako kontynuacja struktur wydawniczych Grupy Politycznej Robotnik. Nazwa była uhonorowaniem przewodniczącego szwedzkiej socjaldemokracji, premiera Olofa Palme zamordowanego 23 lutego 1986 r. 
Wydawnictwo dysponowało powielaczem Roneo Vicker, drukarniami sitodrukowymi oraz powielaczem offsetowym.
Wydawnictwo drukowało prasę „„Robotnik”. „Robotnik Pomorza Zachodniego”. „Praca, Płaca, BHP”. „Gazeta Jastrzębska”. „Robotnik Mazowiecki”. „OBI-Osiedlowy Biuletyn Informacyjny”. kilka tytułów prasy zakładowej m.in. „Monter” (FSO), „Radiowiec” (Zakłady Radiowe im. Kaskprzaka). Drukarnie wydawnictwa publikowały również „Tygodnik Mazowsze” (bez sygnowania wydawnictwem), Biuletyn Wolność i Pokój”. pismo NZS WDiNP „Czekista”. W wydawnictwie drukowano również publikacje książkowe.
Po utworzeniu PPS wydawnictwo stało się centralną oficyną PPS. 
Drukarze: Grzegorz Ilka, Cezary Miżejewski, Jan Tomasiewicz, Tomasz Truskawa.
Współpracownicy: Piotr Ikonowicz, Małgorzata Motylińska, Andrzej Sieradzki, Joachim Biernacki, Krzysztof Markuszewski, Michał Piechotek. 
Drukarnie: ul. Wysockiego, ul. Zamiejska, Załęże, Zajęcza, Wola, Pszów k. Wodzisławia, Żoliborz, Noakowskiego.
W ramach wydawnictwa opublikowano:
- Barbara Skarga, Granica (1986)
- Adam Ciołkosz, Kazimierz Pużak (1986)
- Adam Ciołkosz, Socjalizm ale jaki? (1986)
- Adam Ciołkosz, Tomasz Arciszewski (1986)
- Karta Praw Robotniczych (1986)
- Antoni Pajdak, Z Pruszkowa na Łubiankę (1986)
- Józef Piłsudski, Jak stałem się socjalistą (1986)
- Henryk Wujec, Solidarność w zakładach pracy (1987), (zawierający także: A.G.Rawicki (Grzegorz Ilka) Pomysły na działalność związkową, Maciej Jankowski Maciej, Wujec Henryk, Jeśli chcemy pozostać związkowcami,
- Władysław Pobóg- Malinowski, Katastrofa wrześniowa (1987)

oraz cztery publikacje w ramach Biblioteki Praca, Płaca, BHP.